# Emmanuel Biron
Emmanuel Biron (Lyon, Francia, 29 de julio de 1988) es un atleta francés, especialista en la prueba de 4 × 100 m en la que llegó a ser medallista de bronce europeo en 2012.

## Carrera deportiva
En el Campeonato Europeo de Atletismo de 2012 ganó la medalla de bronce en los relevos 4 x 100 metros, con un tiempo de 38.46 segundos, llegando a la meta por detrás de Países Bajos y Alemania (plata), siendo sus compañeros de equipo: Ronald Pognon, Christophe Lemaitre y Pierre-Alexis Pessonneaux.